# Estionen
Die Estionen (lateinisch Estiones) waren ein kleiner keltischer Stamm, der unter den Vindelikern im Bereich um Kempten lebte. Cambodunum, der Vorläufer des heutigen Kempten, gilt als Zentralort des Stammes. Die Erwähnung des Stammes geht auf den Geographen Strabon zurück.